# Pioche
Pioche város az USA Nevada államában, Lincoln megyében, melynek megyeszékhelye is. Lakosainak száma 933 fő (2020. április 1.).

## Népesség
A település népességének változása:

| 2010 | 1 002 |
| 2020 | 933   |